# Ljusbrun hjorttryffel
Ljusbrun hjorttryffel (Elaphomyces asperulus) är en svampart som tillhör divisionen sporsäcksvampar, och som beskrevs av Carlo Vittadini. Ljusbrun hjorttryffel ingår i släktet Elaphomyces, och familjen hjorttryfflar. Arten är reproducerande i Sverige.